# Alexander Bürkle

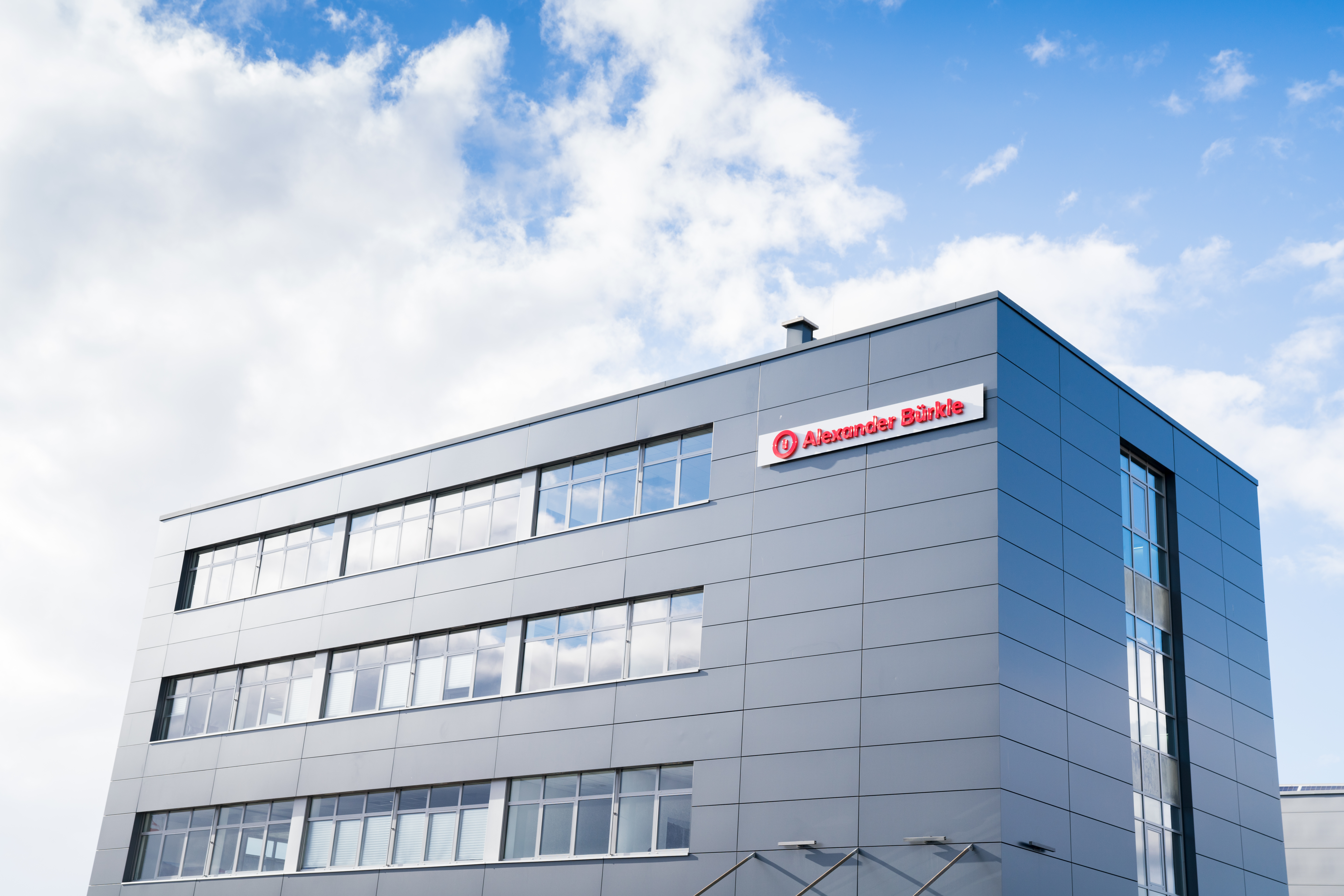
Firmengebäude des Unternehmens

Die Alexander Bürkle ist eine familiengeführte Unternehmensgruppe mit Hauptsitz in Freiburg im Breisgau. Sie ist im Elektrogroßhandel und als Technologiedienstleister tätig. Die einzelnen Gesellschaften der Unternehmensgruppe werden in den Konzernabschluss des Mutterunternehmens AB Management & Beteiligungsgesellschaft mbH & Co. KG mit Sitz in Freiburg im Breisgau einbezogen.

## Unternehmensbereiche
Das Unternehmen teilt sich in drei Geschäftsbereiche auf, die sich auf unterschiedliche Branchen spezialisiert haben. Diese sind Smart Buildings (Elektrohandwerk), Smart Industries (Maschinenbau & produzierendes Gewerbe) und Smart Consumers (Elektro-Fachhandel). Zur Unternehmensgruppe zählen unter anderem die Alexander Bürkle cable solutions GmbH in Offingen (Kabelkonfektion), die Alexander Bürkle panel solutions GmbH in Malterdingen und Mainhausen (Schaltanlagenbau) sowie die digitalwandler Gesellschaft für digitale Beratung mbH.

## Geschichte
Das Unternehmen wurde im Jahr 1900 von Alexander Bürkle gegründet. Die Alexander-Bürkle-Unternehmensgruppe beschäftigte im Jahr 2023 an 28 Standorten in Deutschland über 1100 Mitarbeiter, darunter mehr als 60 Auszubildende. Im Geschäftsjahr 2020 wurde mit rund 3,8 Millionen elektrotechnischen und elektronischen Produkten und Komponenten gehandelt. Neben der Handelstätigkeit erbringt die Unternehmensgruppe Dienstleistungen entlang der elektrotechnischen Wertschöpfungskette.